# Juan de Salcedo
Juan de Salcedo (n. 1549, Ciudad de México, Imperiul Spaniol, Mexic – d. 11 martie 1576, Vigan, Ilocos Region⁠(d), Filipine) a fost un conquistador spaniol. Născut în Lumea Nouă (Mexic) în 1549, a fost nepotul de tată al unui alt conchistador, Miguel López de Legazpi și fratele lui Felipe de Salcedo. Juan de Salcedo a fost unul dintre militarii care au contribuit la colonizarea spaniolă a Filipinelui, în 1565, înrolându-se în armată încă de la vârsta de 15 ani, cu intenția explorării continentului asiatic și a Pacificului. În 1569, în fruntea unei armate de circa 300 de soldați, Juan de Salcedo s-a alăturat lui Martín de Goiti în vederea cuceririi așezării de pe teritoriul actualului oraș Manila. Acolo au purtat un număr de lupte împotriva căpeteniilor musulmane din zonă, în 1570 și 1571, pentru controlul asupra pământurilor și așezărilor.
Salcedo a explorat regiunile nordice din Filipine în 1571, în fruntea a 80 de soldați, traversând insulele Ilocos Sur și Luzon și întemeind câteva orașe spaniole. În 1574, s-a deplasat la Manila, ca urmare a faptului că începuse un război împotriva unui număr de circa 3.000 de pirați proveniți din Mările Chinei (sub conducerea lui Limahong), care asediau așezările spaniole. Conducând 600 de soldați, Salcedo a reocupat așezările atacate și a urmărit flota chineză până la Pangasinan, în 1575. Ajunși acolo, spaniolii i-au asediat la rândul lor pe pirați vreme de trei luni și le-au executat comandanții.
Salcedo s-a întors la Vigan, unde a murit de pe urma unei febre, la vârsta de 27 de ani.